# Fogolydilemma
A fogolydilemma a nem zéró összegű játékok egy fajtája. A lényege, hogy két, súlyos bűnténnyel gyanúsított fogoly közül vallomást tesz-e az egyik a másik ellen (azaz defektál, mivel a fogolydilemmával foglalkozó anyagokban kooperációnak nem a hatóságokkal való együttműködés, hanem a vallomástétel megtagadása minősül). Akárcsak a többi nem kooperatív játékelméleti problémában, itt is feltételezzük, hogy az egyes játékosok saját nyereségüket tartják szem előtt, tekintet nélkül a másik résztvevő nyereségére.
A fogolydilemmánál a Nash-egyensúly nem vezet mindkét fél számára optimális megoldáshoz, mert ez ebben az esetben azt jelenti, hogy mindkét fogoly vall a másik ellen, még akkor is, ha a kooperációval nagyobb lenne a nyereségük. Bár mindkét fogoly jobban járna, ha kooperálnának, és egyikük sem vallana a másik ellen, mégis mindkettejüknek személyes érdekében áll vallani akkor is, ha korábban kooperációt ígértek egymásnak. Ebben áll a fogolydilemma lényege.

## A klasszikus fogolydilemma
A klasszikus fogolydilemma a következő:
Egy súlyos bűntény kapcsán két gyanúsítottat letartóztat a rendőrség. Mivel nem áll rendelkezésre elegendő bizonyíték a vádemeléshez, ezért elkülönítik őket egymástól és mindkettejüknek ugyanazt az ajánlatot teszik. Amennyiben az első fogoly vall és társa hallgat, akkor az előbbi büntetés nélkül elmehet, míg a másik, aki nem vallott, 10 év börtönt kap. Ha az első tagadja meg a vallomást és a második vall, akkor a másodikat fogják elengedni és az első kap 10 évet. Ha egyikük sem vall, akkor egy kisebb bűntényért 6 hónapot kapnak mindketten. Ha mindketten vallanak, mindegyikük 6 évet kap.
Az alábbi táblázattal foglalható össze a játék:
|             | Egyik tagad                     | Egyik vall                      |
| Másik tagad | Mindketten 6 hónapot kapnak     | Egyik szabad, másik 10 évet kap |
| Másik vall  | Egyik 10 évet kap, másik szabad | Mindkettő 6 évet kap            |

Tegyük fel, hogy mindkét fogoly abszolút önző és egyetlen céljuk saját büntetésük minimalizálása.
Egy fogolynak két lehetősége van: hallgatni, azaz kooperálni, vagy egy vallomással elárulni a társat.
Mindkét választás eredménye függeni fog attól, mit tesz a másik személy, de egyikük sem tudja, hogyan fog dönteni a másik. Még ha lehetőségük is lenne az összebeszélésre, akkor sem biztosan bízhatnának meg abban, hogy a másik megtartja az ígéretét.
Ha az egyik fogoly arra számít, hogy a másik majd kooperál és hallgat, akkor az optimális stratégia a vallomástétel, hiszen ezzel elérhető az azonnali szabadulás, miközben a másik 10 évet tölt majd a rács mögött. Amennyiben azt feltételezi, hogy a másik vallani fog, akkor is az lesz a legjobb választás, ha ő is vallomást tesz, hiszen így megúszhatja a teljes 10 éves ítéletet, és csak 6 évet kell leülnie, ahogy a másiknak is. Amennyiben persze mindketten kooperálnak és hallgatnak, akkor mindketten kiszabadulhatnának 6 hónap után.
Mindképpen a vallomás lesz a meghatározó stratégia mindkét résztvevő számára. Mindegy, hogyan dönt a másik játékos, a vallomással elkerülhető a rosszabb lehetőség. A foglyok számára sajnálatos módon pont ez fog elvezetni ahhoz a szerencsétlen végkimenetelhez, mikor mindkettő vall és mindkettő súlyos büntetést kap. Ez a fogolydilemma gyökere.
Ha a csoport – azaz a két fogoly közös – érdekeit tekintjük, akkor a helyes stratégia a kooperáció, hiszen ez fogja az összesen letöltött büntetés idejét minimalizálni. Bármely más döntés előnytelenebb lenne, ha a két fogoly együttes érdekeit vizsgáljuk.
Ha lenne lehetőség a másik játékos megbüntetésére, akkor azzal kooperációra lehetne kényszeríteni a másik felet. A fogolydilemma sorozatos változata pontosan ilyen büntetésre ad módot.
Az ilyen változatban egy fogoly, ha egy társa ellene vallott, akkor a következő fordulóban megbüntetheti azzal, hogy vallomást tesz ellene.

## Általánosított forma
Kiemelhetjük a játék vázát, ha kivesszük a fogházas kerettörténetből. A játék általánosított formáját gyakran alkalmazzák a kísérleti közgazdaságtanban. A következő szabályokkal megadhatjuk a játék egyik szokásos megfogalmazását.
Adott két játékos és egy bankár. A játékosoknak két-két kártyájuk van, az egyik felirata "Kooperáció", a másiké "Defektálás" (ez a játék szokásos terminológiája). Mindkét játékos az egyik kártyáját lefordítva a bankár elé teszi. Mivel a kártyákat lefordítva teszik le, a játékosok nem ismerhetik meg előre a másik választását. A kör végén a bankár felfordítja mindkét kártyát és a kártyáknak megfelelően fizet a játékosoknak.
Tekintsünk két játékost, az egyik legyen "piros", a másik "kék": ha a piros játékos defektál és a kék kooperál, a piros 5 pontot kap, míg a kék játékos 0 pontot. Ha mindketten kooperálnak, akkor 3-3 pontot kapnak, ha mindketten defektálnak, akkor 1-1 ponthoz jutnak. A kifizetéseket a lenti táblázat mutatja.
|            | Kooperálás | Defektálás |
| Kooperálás | 3, 3       | 0, 5       |
| Defektálás | 5, 0       | 1, 1       |

A "nyer-veszt" terminológiát használva a táblázat a következőképpen néz ki:
|            | Kooperálás               | Defektálás               |
| Kooperálás | nyer-nyer                | többet veszt-többet nyer |
| Defektálás | többet nyer-többet veszt | veszt-veszt              |

Ezek a táblázatok csak példák, az általános forma a következő:
|            | Kooperáció | Defektálás |
| Kooperáció | R, R       | S, T       |
| Defektálás | T, S       | P, P       |

Ahhoz, hogy fogolydilemmáról legyen szó, a következő egyenlőtlenségeknek kell fennállniuk:
{\displaystyle T>R>P>S}
Ez a feltétel biztosítja, hogy a játék egyensúlyi kimenete  a defekció, ugyanakkor a kooperáció a Pareto-hatékony helyzet. A fenti feltétel mellett, ha a játékot többször megismétli a két játékos, a következő feltételnek is fenn kell állnia:
{\displaystyle 2R>T+S}
Ez utóbbi kikötés nélkül a teljes kooperáció nem Pareto-hatékony, mivel a játékosok együttesen többet nyernek,  ha minden egyes körben az egyik kooperál, a másik defektál.
Ezeket a szabályokat egy kognitív tudományokkal foglalkozó tudós, Douglas Hofstadter mutatta ki, és ő adta meg a játék egy tipikus formájának kanonikus leírását
Egy egyszerű speciális eset adódik, ha {\displaystyle T+S=P+R}.

## A fogolydilemma előfordulása a való életben
Ezek a szokatlan példák, melyek rabokat, zsákok csereberéjét és hasonlókat tartalmaznak, mesterkéltnek tűnhetnek. Valójában az emberi kapcsolatokban és a természetben is sok példa fordul elő, ahol a kifizetési mátrix hasonló. Ezért a fogolydilemma a társadalmi tudományok, mint például a közgazdaságtan, a politika vagy a szociológia, valamint a biológiai tudományok, mint az etológia és az evolúciótudomány érdeklődési körébe tartozik. Sok természeti folyamat absztrakt modellje olyan, hogy részt vevő egyedek végtelenül ismétlődő fogolydilemma-játékokban vesznek részt. Ez a széles körű alkalmazhatóság adja a fogolydilemma fontosságát. 

### A politikában
A politológiában például gyakran használják arra a fogolydilemmát, hogy bemutassák azt a problémát, mikor két állam fegyverkezési versenybe kezd. Mindketten két lehetőség közül választhatnak: vagy növelik a hadi költségvetést, vagy megegyezést kötnek a fegyverzet csökkentéséről. Bármelyik államnak a fegyverkezés a nyereségesebb stratégia, bármit is tesz a másik; ezért mindketten a fegyverkezés mellett döntenek.
A paradoxon lényege az, hogy bár mindkét állam racionálisan jár el, az eredmény látszólag irracionális. Ezt az elrettentési elmélet  következményének tekinthetjük.

### A tudományban
A környezettel foglalkozó tudományokban a fogolydilemma jelenléte nyilvánvaló az olyan válságok esetén, mint a klímaváltozás. Minden ország a stabil éghajlattal jár a legjobban, de az egyes országok gyakran vonakodnak csökkenteni a saját széndioxid-kibocsátásukat. Az országok a jelenlegi viselkedésükből származó azonnali hasznot nagyobbnak ítélik, mint az összes ország hasznát a viselkedés megváltoztatása esetén. Így magyarázható a klímaváltozást érintő zsákutca-helyzet.

### Doppingolás
A fogolydilemma alkalmazható a sportolók problémájára, hogy doppingoljanak vagy ne. Mivel a doppingszerek körülbelül azonosan hatnak minden egyes sportolóra, a sportolók együttes érdeke az, hogy egyikük se doppingoljon (a mellékhatások miatt). Azonban, ha valamelyik sportoló használ doppingszereket, előnybe kerül azokkal szemben, akik nem használtak. Ha mindenki doppingol, akkor az előnyök megszűnnek, de a hátrányos mellékhatások megmaradnak.

### Alkalmazás a törvénykezésben
A fogolydilemmából származó elméleti következtetés az az ok, amiért több országban tilos a vádalku. Gyakori, hogy épp a fogolydilemma forgatókönyve valósul meg: mindkét gyanúsítottnak az az érdeke, hogy valljon és tanúskodjon a másik ellen, még akkor is, ha mindketten ártatlanok. A legrosszabb eset, ha az egyik fél bűnös, a másik ártatlan: ilyenkor az ártatlan fél várhatóan nem fog vallani, míg a bűnös valószínűleg vall és tanúskodik az ártatlan ellen.

### Többszereplős fogolydilemma
A való életben előforduló fogolydilemma-szerű helyzetekben gyakran kettőnél több szereplő érintett. A Hardin-féle közlegelők tragédiája is tekinthető példának a fogolydilemma több szereplőre történő általánosításához: minden gazda választ a saját nyereségének növelése és az önkorlátozás között.
A közösen elszenvedett hátrány az egységes (vagy legalábbis gyakori) defektálásért a nagyon alacsony kifizetésekben nyilvánul meg (kifejezve a közös javak lepusztulását). Az ilyen többszereplős fogolydilemmák nem szabályosak, mivel mindig szétbonthatók egy kétszereplős fogolydilemmákból álló halmazra. A közjavakat nem mindig használják túl: William Poundstone egyik, a fogolydilemmáról szóló könyvében leír egy új-zélandi esetet, melyben az újságos dobozokat nyitva hagyták. Az embereknek lehetősége lett volna fizetés nélkül venni ki újságot a dobozból (azaz defektálni), de ez nagyon ritkán történt meg, mivel úgy érezték, hogy ha ők nem fizetnek, akkor a többiek sem fognak, ami lerombolta volna a rendszert.